# دان إدوارد غارفي
دان إدوارد غارفي هو سياسي أمريكي، ولد في 19 يونيو 1886 في فيكسبيرغ في الولايات المتحدة، وتوفي في 5 فبراير 1974 في توسان في الولايات المتحدة. نشط حزبياً في الحزب الديمقراطي. وقد انتخب وزير خارجية أريزونا ‏ وانتخب حاكم ولاية أريزونا ‏ (25 مايو 1948 – 1951).